# Maria-Christina Nimmerfroh
Maria-Christina Nimmerfroh (geb. Juni 1973 in Werne) ist eine deutsche Diplom-Psychologin und Journalistin.

## Ausbildung und Forschung
Nimmerfroh hat von 1994 bis 2000 als Gerichtsreporterin für Radiosender (Radio Köln und Radio NRW), Nachrichtenagenturen (AP, KNA) und Tageszeitungen (z. Bsp. Rheinische Post) über Prozesse vor dem Landgericht Köln berichtet. Ihr Schwerpunkt waren Strafverfahren. Seit 1997 ist sie als freiberufliche Dozentin und Lehrbeauftragte an Hochschulen tätig. Im Auftrag der Friedrich-Naumann-Stiftung hat sie sich seit 1999 viel mit E-Learning-Konzepten beschäftigt. 2000 begann sie, an verschiedenen Hochschulen für angewandte Wissenschaften zu lehren, z.Bsp an der Hochschule Mainz oder der TH Köln.
2011 hat sie das Studium der Psychologie (Diplom) an der Goethe-Universität in Frankfurt abgeschlossen. An der Fachhochschule Bonn-Rhein-Sieg war sie als wissenschaftliche Mitarbeiterin beschäftigt und unterrichtet in den Studiengängen BWL und Wirtschaftspsychologie. 2024 unterrichtete sie an der Technischen Hochschule Mittelhessen im Fachbereich MNI (Mathematik, Naturwissenschaften und Informatik) und forscht an der Universität Bonn.

## Politik und Rezeption
Von 1993 bis 1995 war Nimmerfroh Chefredakteurin von „j&l“, des Mitgliedermagazins der Jungen Liberalen. Sie ist Mitglied der FDP und kandidierte 2022 auf Vorschlag von Grünen und FDP in Griesheim erfolglos für das Amt der Bürgermeisterin. Zuvor war sie politisch in Frankfurt aktiv und war dort bis 2021 Fraktionsvorsitzende im Ortsbeirat für Bockenheim und Westend.
2023 wurde Nimmerfroh bundesweit bekannt durch eine Recherche über die Organisationsform der Letzten Generation (LG). Nimmerfroh nahm im November 2022 verdeckt an Schulungen der Umweltaktivisten teil, wertete diese aus und berichtete dann in den Medien darüber. Sie wurde unter anderem im WDR, MDR, RTL, SAT 1, FAZ, FNP, t-online, BILD und Deutschlandfunk ausführlich interviewt. Dabei machte sie öffentlich, dass die Organisationsform der LG sich von anderen Gruppierungen unterscheidet und die Aktionen streng hierarchisch geplant sind. Und weshalb die Reaktionen von Politik und Justiz, die teilweise rechtswidrigen Aktionen der LG zu beenden, untauglich sind. Die Beobachtungen Nimmerfrohs gingen auch in die juristische Beurteilung der LG als mutmaßlich kriminelle Vereinigung ein.

## Veröffentlichungen
- Rolf van Disk, Maria Christina Nimmerfroh, Johannes Ullrich: Problematic forms of organizational identification: Some evidence for the usefulness of the expanded model of identification. In: Imagine the future world: How do we want to work tomorrow? Abstract proceedings of the 16th EAWOP Congress 2013. 22. Mai 2013, S. 656 (englisch, uni-muenster.de [PDF] EAWOP Congress 2013 Münster).
- (zus. mit) Marc Ant, Christina Reinhard: Effiziente Kommunikation. Theorie und Praxis am Beispiel „Die 12 Geschworenen“. Springer Gabler, Wiesbaden 2014, ISBN 978-3-658-01317-2.
- Flipped Classroom. Der DIE-Wissensbaustein für die Praxis. (PDF) In: www.die-bonn.de. Bertelsmann Stiftung, 1. September 2016, abgerufen am 5. September 2023.
- (zus. mit) Jürgen Bode: Vom Lehrenden als Führenden zum Lehrenden als Moderator. Mit innovativen Lehr- und Lernmethoden Interdisziplinarität und Praxisnähe verwirklichen. In: Andreas Gadatsch, Hartmut Ihne, Jürgen Monhemius, Dirk Schreiber (Hrsg.): Nachhaltiges Wirtschaften im digitalen Zeitalter. Innovation – Steuerung – Compliance. Springer Gabler, Wiesbaden 2018, ISBN 978-3-658-20173-9, S. 219–231, doi:10.1007/978-3-658-20174-6_16.